# 하인츠 쿠브슈
하인츠 쿠브슈(독일어: Heinz Kubsch; 1930년 7월 20일 ~ 1993년 10월 24일)는 독일의 전 축구 선수로, 골키퍼로 활약했다.
그는 서독 국가대표팀 일원으로, 1954년 월드컵을 우승했다. 그는 서독 국가대표팀 경기에 총 3번 출전했다. 그는 현역 시절에 피어마젠스에서 활약했다.
1954년 월드컵에서 쿠브슈는 서독 국가대표팀의 주전을 치열히 경쟁했다. 주전 골키퍼였던 토니 투레크가 튀르키예와의 첫 경기에서 실수를 범했고, 후보 골키퍼였던 하인리히 비아트코프스키도 헝가리전에서 8골을 실점하면서 제프 헤어베어거는 튀르키예와의 재경기에서 쿠브슈를 출전시킬지를 검토했다. 그러나, 쿠브슈는 경기 전에 배를 타다가 부상을 당했다. 쿠브슈는 넘어져서 어깨를 콘크리트 계단에 부딪치는 큰 부상을 당해 쿠브슈는 출전할 기회조차 잡지 못했다.
쿠브슈는 골키퍼로서 매우 민첩하고 득점선에서 빠른 반응력으로 선방했다. 그는 17세의 나이로 1948년에 신고식을 치른 오버리가 역대 최연소 수문장이었다. 그는 1961년 4월에 오버리가 222 경기 출전 기록을 세우고 은퇴했다.